# 多爾多伊市場
多爾多伊市場，又譯多爾多伊巴扎，（吉爾吉斯语西里尔字母：Дордой Базары，吉爾吉斯语羅馬字母：Dordoj Bazary，英語：Dordoy Bazaar） 是吉爾吉斯比什凱克東北部的一個大型批發和零售市場。它是吉爾吉斯最大的批發市場，亞洲最大的公共市場之一，可與曼谷的洽圖洽週末市集或德黑蘭大巴扎相媲美。有西方記者將其描述為「展現原始商業力量的現代場所」。
多爾多伊市場是比什凱克大都會區和整個楚河谷地的購物和就業中心。它也是中國商品到達哈薩克、俄羅斯和烏茲別克市場的轉口貿易場所之一。2011年，該市場全年貿易額達到28.42億美元，並於2012年達到吉爾吉斯國內生產總值的1/3。

## 歷史

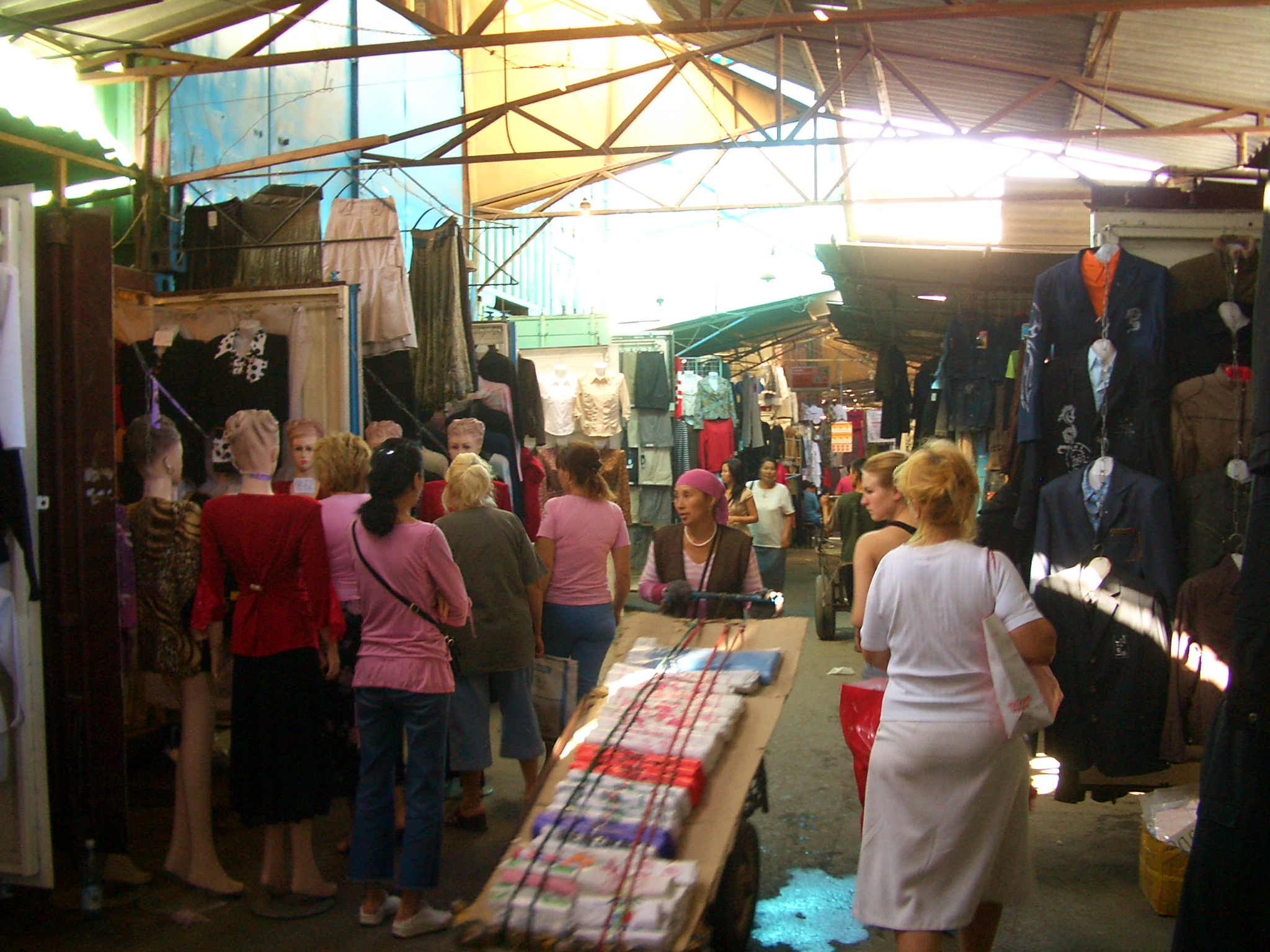
服飾區繁忙的景象

多爾多伊市場的歷史可以追溯到1992年，而根據一名烏茲別克記者的觀點，多爾多伊市場崛起的原因之一是烏茲別克批發市場行業的衰退所致。1998年，烏茲別克政府將塔什干龐大的Hippodrome批發市場移交給內政部管轄後，警察對商販的騷擾增多，導致該市場失去了在中亞的主導地位。在2003年後，曾經可以容納8600個交易攤位和1萬8000名商販的Hippodrome市場，被規模小得多、只有2540個交易攤位的Chilanzar批發市場所取代。因此，由於烏茲別克批發行業的地規模下滑，該國批發商轉而向吉爾吉斯的比什凱克或卡拉蘇區的市場採購物資。

## 商販

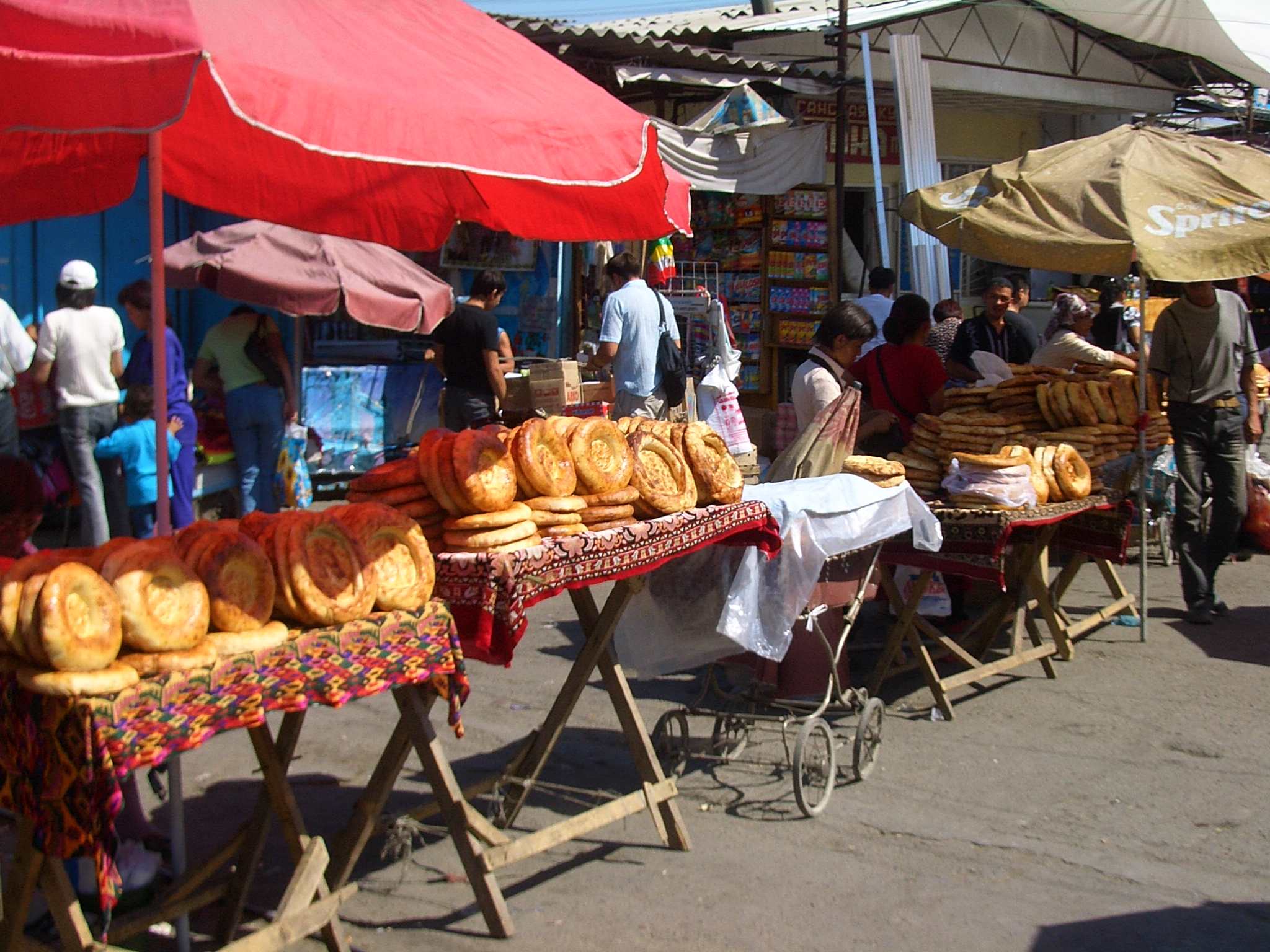
販售馕的攤販為飢餓的商販和顧客提供食物。

市場的各個部分銷售各式各樣的商品，包括服裝、鞋子、家具、家用電器、電子設備、玩具、汽車用品、建築材料等。雖然某些雜貨（例如罐頭食品或糖果）會在多爾多伊市場銷售，但它不是食品交易市場，市場內偶爾出現的食品小販，只是為了滿足顧客和其他商販的口腹之欲。
多爾多伊市場銷售的大部分商品來自中國 ，第二大來源地則是土耳其。 人們還可以找到來自泰國和歐洲的衣物、來自俄羅斯的音樂CD、來自歐亞大陸其他國家的產品，以及各式各樣的當地商品。
儘管許多在集市工作和購物的人平時都講吉爾吉斯語，但俄語是貿易中使用的主要語言。